# Annagh Hill
Annagh Hill är ett berg i republiken Irland. Det ligger i grevskapet Loch Garman och provinsen Leinster, i den östra delen av landet. Toppen på Annagh Hill är 454 meter över havet.
Terrängen runt Annagh Hill är kuperad . Trakten runt Annagh Hill består i huvudsak av gräsmarker och skog.